# Andreas Schieder
Andreas Schieder, né le 16 avril 1969 à Vienne, est un homme politique autrichien. Membre du Parti social-démocrate d'Autriche (SPÖ), il est député européen depuis 2019.

## Biographie
Il est élu député européen en mai 2019 et réélu en juin 2024.

## Distinctions
- Grand-croix d'argent de l'ordre du Mérite (Autriche)[1]
- Grand-croix de l'ordre pro Merito Melitensi[1]